# Liga Šibenskog nogometnog saveza 1977./78.
Liga Šibenskog nogometnog saveza, također pod nazivima Šibenska nogometna liga,, Liga NSO Šibenik, Prvenstvo Šibenskog nogometnog saveza,  Općinska liga Šibenik je bila liga petog stupnja natjecanja nogometnog prvenstva Jugoslavije za sezonu 1977./78.  
 
Sudjelovalo je 10 klubova, a prvak je bila "Bukovica" iz Kistanja. 

## Ljestvica
| mj. | klub              | ut. | pob. | ner. | por. | gol+ | gol- | bod |
| --- | ----------------- | --- | ---- | ---- | ---- | ---- | ---- | --- |
| 1.  | Bukovica Kistanje | 18  | 12   | 5    | 1    | 25   | 13   | 29  |
| 2.  | Rudar Siverić     | 18  | 11   | 5    | 2    | 46   | 21   | 27  |
| 3.  | DOŠK Drniš        | 18  | 9    | 6    | 3    | 36   | 20   | 24  |
| 4.  | Polet Zablaće     | 18  | 7    | 4    | 7    | 32   | 24   | 18  |
| 5.  | Vodice            | 18  | 6    | 5    | 7    | 23   | 28   | 17  |
| 6.  | Kričke            | 18  | 5    | 7    | 6    | 22   | 30   | 17  |
| 7.  | Borac Gračac      | 18  | 6    | 4    | 8    | 21   | 25   | 16  |
| 8.  | Aluminij Lozovac  | 18  | 6    | 3    | 9    | 29   | 39   | 15  |
| 9.  | Razvitak Unešić   | 18  | 1    | 8    | 9    | 18   | 37   | 10  |
| 10. | SOŠK Skradin      | 18  | 2    | 4    | 12   | 17   | 44   | 8   |

- Zablaće – danas dio naselja Šibenik

## Rezultatska križaljka
| kratica | klub              | ALU | BOR | BUK | DOŠK | KRI | POL | RAZ | RUD | SOŠK | VOD |
| --- | ----------------- | --- | --- | --- | ---- | --- | --- | --- | --- | ---- | --- |
| ALU | Aluminij Lozovac  |     |     | 4:0 |      | 2:4 |     | 6:3 |     |      |     |
| BOR | Borac Gračac      |     |     |     | 2:2  |     |     |     |     | 3:1  |     |
| BUK | Bukovica Kistanje |     |     |     |      | 2:0 |     |     |     |      |     |
| DOŠK | DOŠK Drniš        |     |     |     |      |     |     |     |     |      | 1:0 |
| KRI | Kričke            |     |     |     |      |     | 3:2 |     |     |      |     |
| POL | Polet Zablaće     |     |     |     |      |     |     |     | 2:2 |      |     |
| RAZ | Razvitak Unešić   |     |     |     | 0:1  |     | 1:1 |     |     |      |     |
| RUD | Rudar Siverić     | 3:1 |     |     |      |     |     |     |     |      |     |
| SOŠK | SOŠK Skradin      |     |     | 1:3 |      |     |     |     |     |      | 2:4 |
| VOD | Vodice            |     | 0:3 |     |      |     |     |     |     |      |     |
| |                   |     |     |     |      |     |     |     |     |      |     |
| podebljan rezultat - utakmice od 1. do 9. kola (1. utakmica između klubova) rezultat normalne debljine - utakmice od 10. do 18. kola (2. utakmica između klubova) rezultat nakošen - nije vidljiv redoslijed odigravanja međusobnih utakmica iz dostupnih izvora rezultat nakošen i smanjen * - iz dostupnih izvora nije uočljiv domaćin susreta prekrižen rezultat - poništena ili brisana utakmica p - utakmica prekinuta 3:0 p.f. / 0:3 p.f. - rezultat 3:0 bez borbe n.i. - utakmica nije igrana |                   |     |     |     |      |     |     |     |     |      |     |

 Izvori: 

## Unutarnje poveznice
- A liga NSO Zadar 1977./78.
- Dalmatinska liga 1977./78.
- Međuopćinska liga Dubrovnik – Metković – Korčula – Lastovo 1977./78.
- Međuopćinska liga Split – Makarska 1977./78.

## Vanjske poveznice
- knjiznica-sibenik.hr -  Gradska knjižnica "Juraj Šižgorić" Šibenik